# Религия в Эстонии

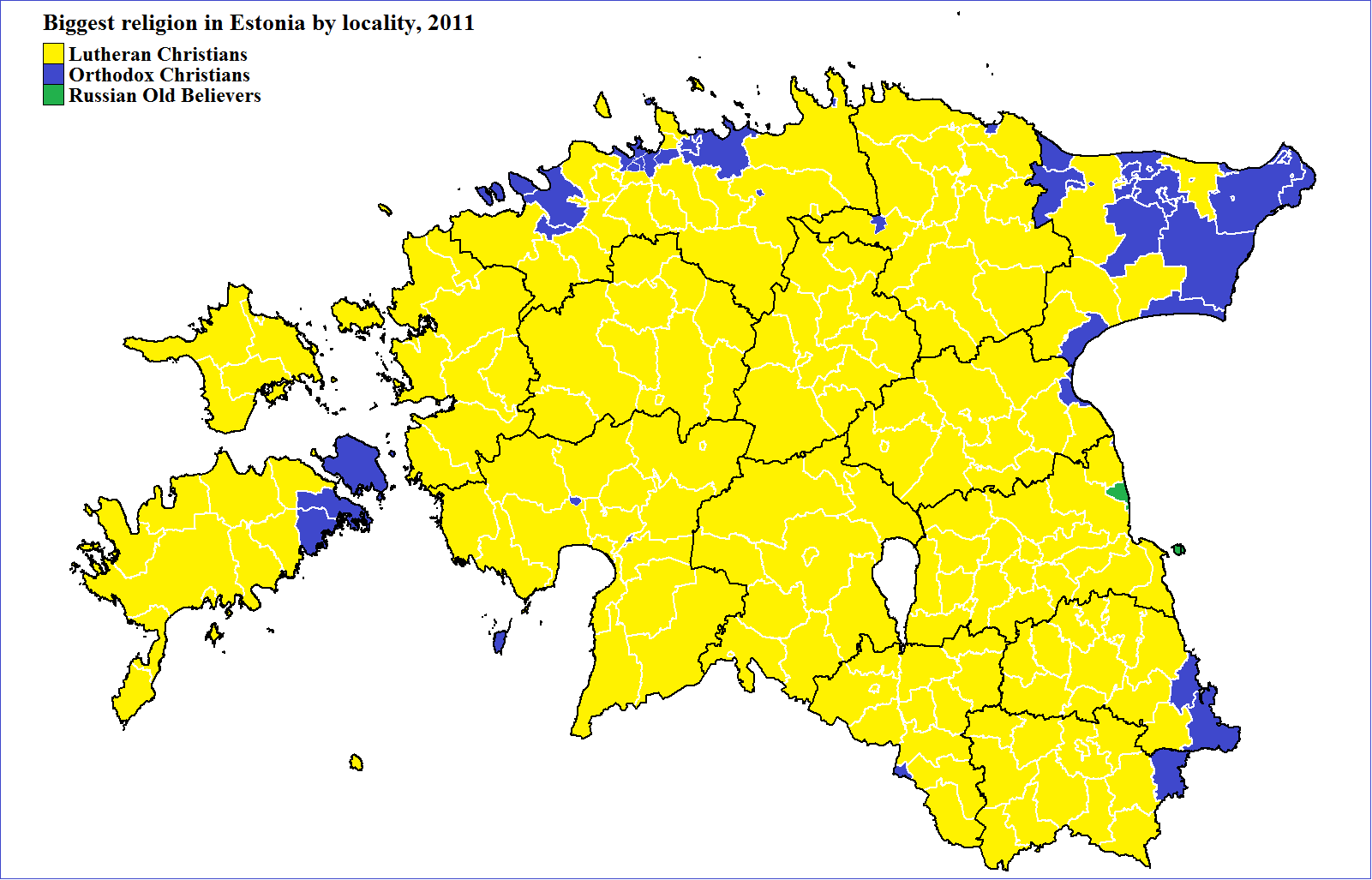
Преобладание крупнейших религий по регионам Эстонии согласно переписи населения 2011 года: жёлтый цвет — лютеране, синий цвет — ортодоксальные христиане, зелёный цвет — староверы

Эстония исторически является страной с преобладанием лютеранства и на данный момент представляет собой одну из «наименее религиозных» стран в мире: в 2009 году только 14 % населения сказало, что религия занимает важную часть в их повседневной жизни. Верующие жители Эстонии в основном являются христианами (лютеранами и православными). По словам историка Ринго Рингви, «религия никогда не играла важную роль в стране в сфере политики или идеологии» и «тенденции, которые преобладали в конце 1930-х годов и которые выражались в более тесных отношений между государством и лютеранской церковью, закончились с приходом советской власти в 1940 году». Также он утверждает, что «цепь религиозных традиций была нарушена в большинстве семей» из-за советской политики государственного атеизма. До Второй мировой войны в Эстонии около 80 % населения составляли протестанты, в подавляющем большинстве это были лютеране.

## История

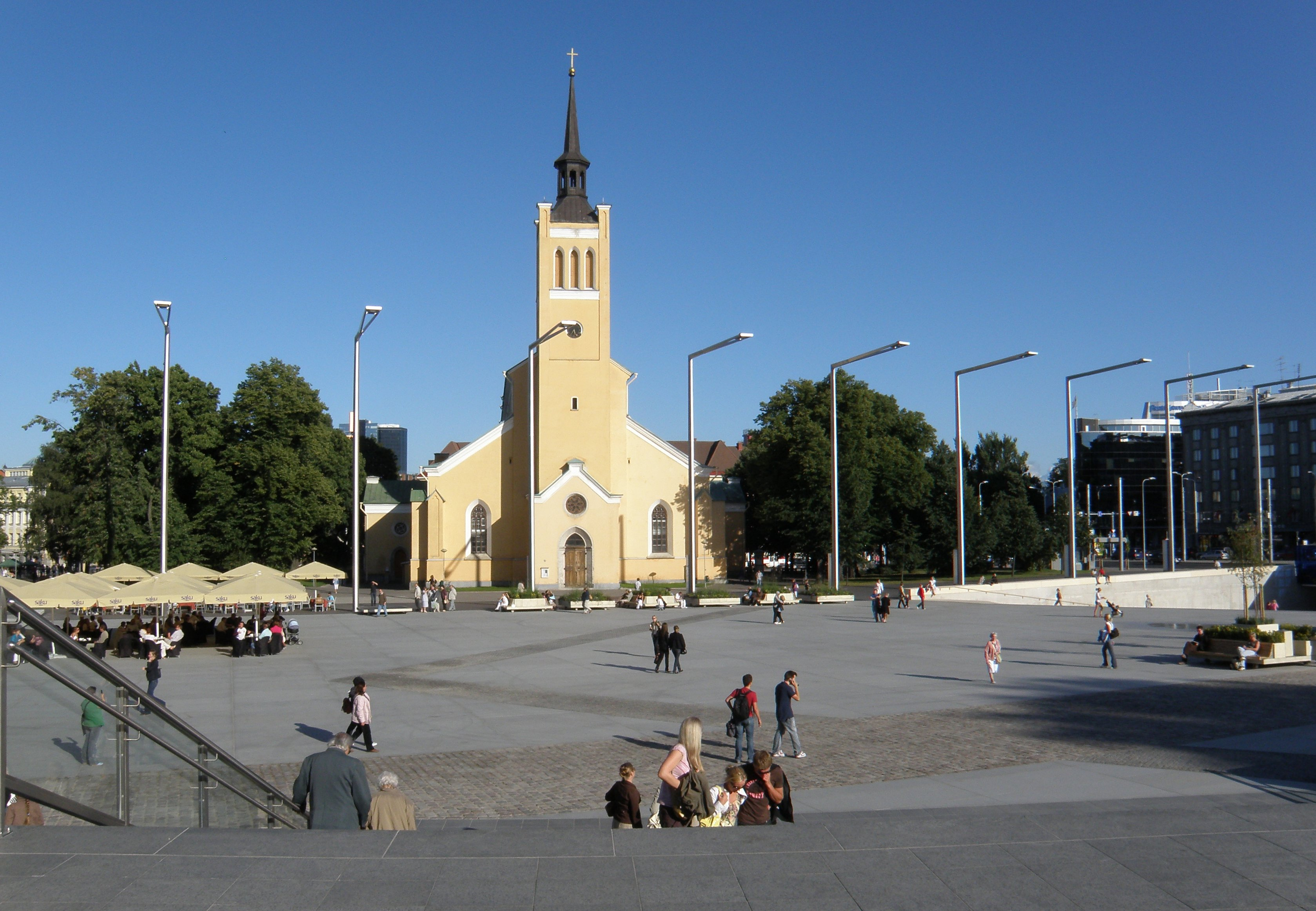
Лютеранская церковь святого Иоанна, Таллин

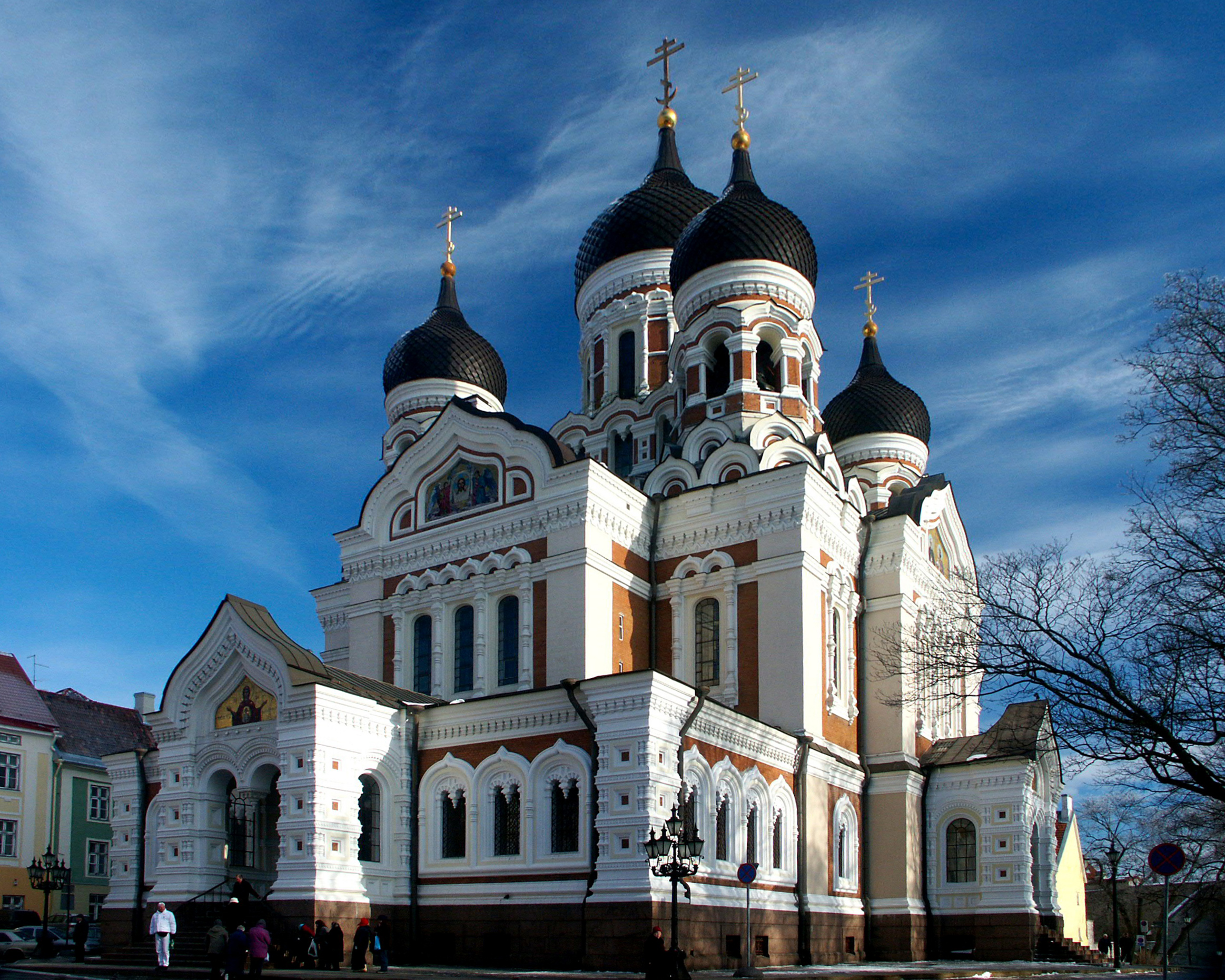
Православный cобор Александра Невского, Таллин

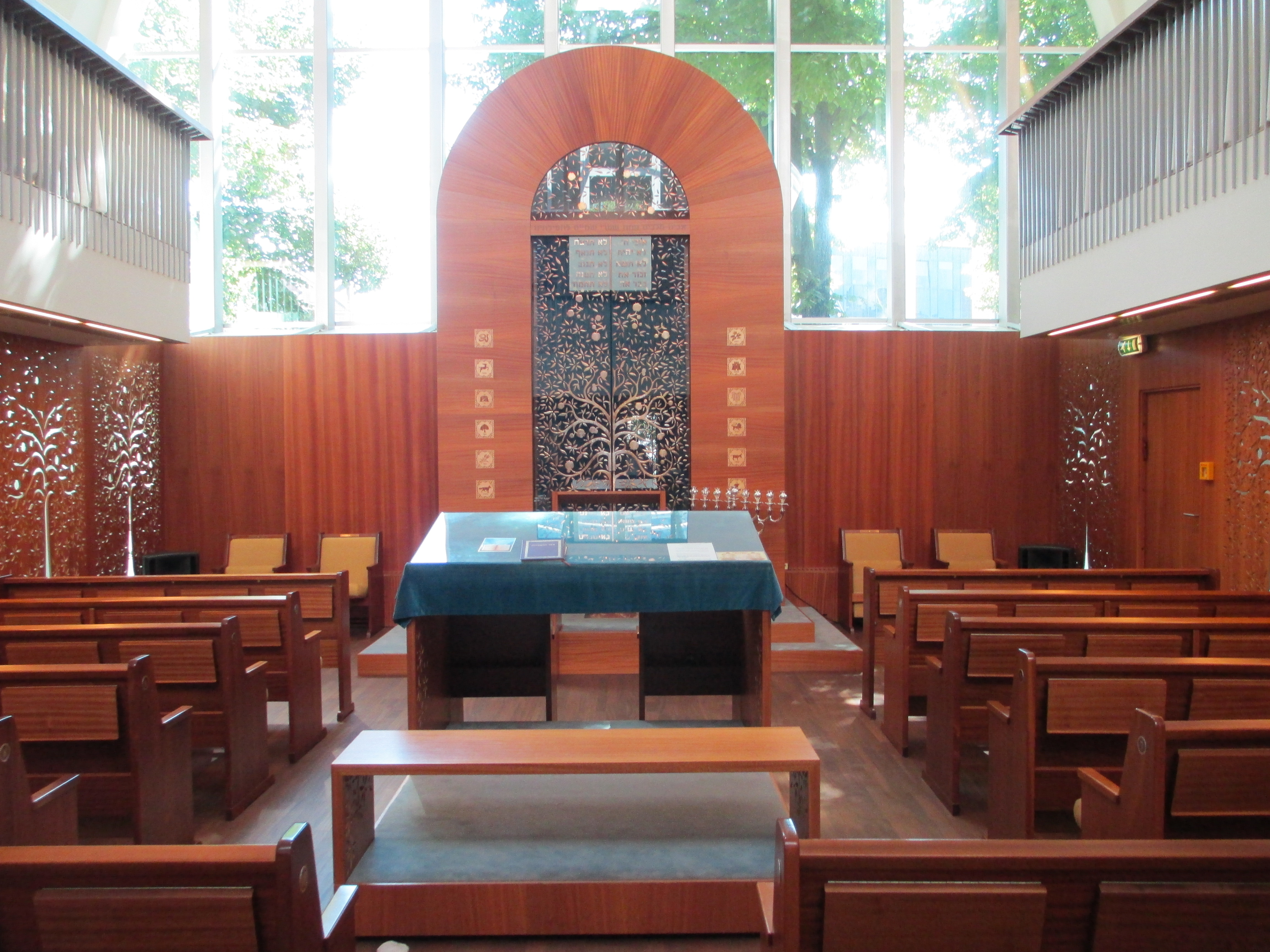
В Новой синагоге Таллина

Христианство в Эстонию в XIII веке было привнесено тевтонскими рыцарями. Во время протестантской Реформации Эстонская евангелическо-лютеранская церковь получила статус государственной. До начала Второй мировой войны страна была примерно на 80 % протестантской: в подавляющем большинстве в этот процент входили лютеране, но некоторые также придерживались кальвинизма или других протестантских ветвей. Роберт Т. Франкер и Рэймонд Дж. Нуна писали, что в 1925 году церковь была отделена от государства, но духовное образование осталось в школах, и священнослужители проходили обучение на факультете теологии Тартуского университета. 
После прихода советской власти и введения антирелигиозных законов церковь потеряла более двух третей своего духовенства. Работа с детьми, молодёжью, издательская деятельность были запрещены, церковное имущество ― национализировано, а факультет теологии закрыт. Алдис Пурс, профессор истории в университете Торонто, писал, что в Эстонии, а также Латвии некоторые евангельские христиане-священники пытались сопротивляться советской политике государственного атеизма и участвовали в антиправительственной деятельности, например, занимались контрабандой Библии. Помимо конфискации церковного имущества и депортации священнослужителей в Сибирь,  множество церквей были разрушены во время немецкой оккупации Эстонии с 1941 по 1944 год. 
После распада Советского Союза антирелигиозные законы в Эстонии перестали действовать. В 1989 году был основан Эстонский совет церквей (эст. Eesti Kirikute Nõukogu), экуменическая организация эстонских христианских церквей и общин, входящая в качестве члена во Всемирный совет церквей.

## Статистика
Структура жителей Эстонии по вероисповеданию согласно переписям Российской империи и Первой Эстонской республики:
| Вероисповедание   | 1897 год | 1922 год |
| ----------------- | -------- | -------- |
| протестанты       | 84,2     | ..       |
| ..из них лютеране | ..       | 78,3     |
| православные      | 14,3     | 19,0     |
| старообрядцы      | 0,7      | 19,0     |
| католики          | 0,4      | 0,2      |
| баптисты          | ..       | 0,5      |
| евреи             | 0,5      | 0,4      |
| прочие            | ..       | 1,6      |
| Всего             | 100      | 100      |

По данным переписи 1934 года, в Эстонии насчитывалось:
- 874 026 лютеран (при этом церковные взносы платила лишь четвёртая часть прихожан-лютеран),
- 212 764 православных,
- 8752 баптиста,
- 4178 евангелистов,
- 2327 католиков,
- 2310 адвентистов,
- 1242 методиста,
- 306 свободных христиан,
- 191 пятидесятник.

Согласно переписям населения Эстонии 2000 и 2011 годов, доля православных христиан в Эстонии за этот период увеличилась параллельно с увеличением религиозности в России, опережая общий спад численности русского меньшинства, в то время как доля лютеран снизилась. Удельный вес нерелигиозных жителей и тех, кто не смог или не захотел ответить на вопрос о своём вероисповедании, за десять лет практически не изменился. 
По данным переписи 2021 года, с 2011 года  удельный вес верующих жителей Эстонии в общей численности жителей в возрасте 15 лет и старше снизился на 0,47  %, а доля нерелигиозных жителей увеличилась на 4,29 %.

Церковь Марии Магдалены ЭЕЛЦ, Таллин

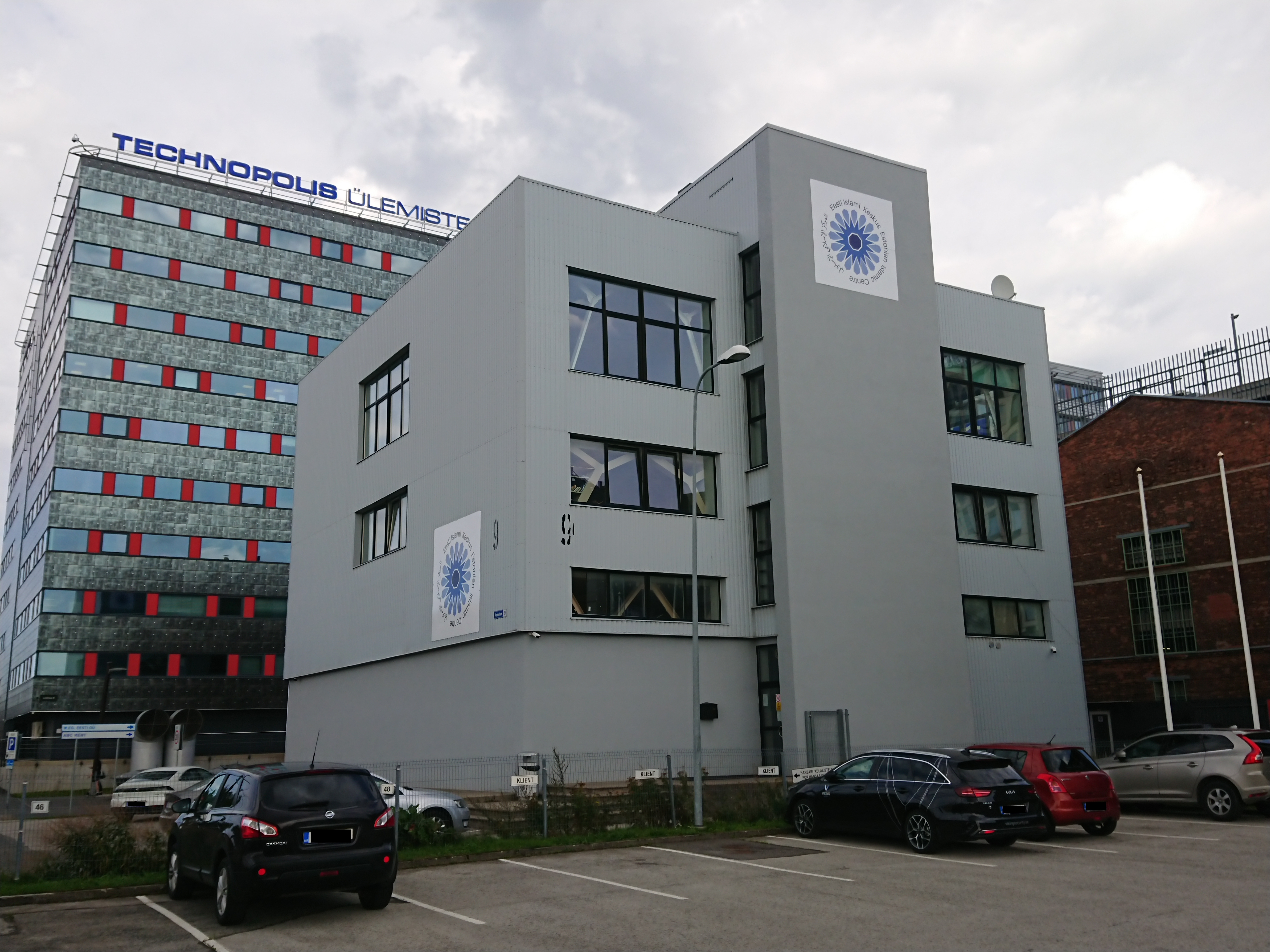
Эстонский исламский центр, Таллин

Статистика вероисповедания в Эстонии по данным переписей населения (жители в возрасте 15 лет и старше):
| Вероисповедание                          | 2000      | 2000  | 2011      | 2011    | 2021      | 2021    |
| Вероисповедание                          | Чел.      | %     | Чел.      | %       | Чел.      | %       |
| ---------------------------------------- | --------- | ----- | --------- | ------- | --------- | ------- |
| Православные                             | 143 554   | 12,80 | 176 773   | ↗ 16,15 | 181 770   | ↗ 16,32 |
| Лютеране                                 | 152 237   | 13,57 | 108 513   | ↘ 9,91  | 86 030    | ↘ 7,72  |
| Баптисты                                 | 6 009     | 0,54  | 4 507     | ↘ 0,41  | 5 190     | ↗ 0,47  |
| Католики                                 | 5 745     | 0,51  | 4 501     | ↘ 0,41  | 8 690     | ↗ 0,78  |
| Свидетели Иеговы                         | 3 823     | 0,34  | 3 938     | ↗ 0,36  | 3 720     | ↘ 0,33  |
| Старообрядцы                             | 2 515     | 0,22  | 2 605     | ↗ 0,24  | 2 290     | ↘ 0,21  |
| Конгрегационалисты                       | 223       | 0,02  | 2 189     | ↗ 0,20  | 6 070     | ↗ 0,54  |
| Маауск                                   | 1 058     | 0,09  | 1 925     | 0,18    | 3 860     | ↗ 0,35  |
| Таарауск                                 | 1 058     | 0,09  | 1 047     | 0,10    | 1 770     | ↗ 0,16  |
| Пятидесятники                            | 2 648     | 0,24  | 1 855     | ↘ 0,17  | 2 310     | ↗ 0,21  |
| Мусульмане                               | 1 387     | 0,12  | 1 508     | ↗ 0,14  | 5 800     | ↗ 0,52  |
| Адвентисты                               | 1 561     | 0,14  | 1 194     | ↘ 0,11  | 950       | ↘ 0,09  |
| Буддисты                                 | 622       | 0,06  | 1 145     | ↗ 0,10  | 1 880     | ↗ 0,17  |
| Методисты                                | 1 455     | 0,13  | 1 098     | ↘ 0,10  | 1 390     | ↗ 0,12  |
| Прочие религии                           | 4 995     | 0,45  | 8 074     | ↗ 0,74  | 9 620     | ↗ 0,85  |
| Нерелигиозные                            | 450 458   | 40,16 | 592 588   | ↗ 54,14 | 650 900   | ↗ 58,43 |
| Неопределившиеся, не захотевшие ответить | 343 292   | 30,61 | 181 588   | ↘ 16,55 | 141 780   | ↘ 12,73 |
| Всего                                    | 1 121 582 | 100   | 1 094 564 | 100     | 1 114 030 | 100     |